# Kai Holm (foreningsformand)
 Der er flere personer med dette navn, se Kai Holm.
Kai Holm (født 1. december 1938 i Viborg) var i perioden 2002 – 2009 Danmarks repræsentant i Den Internationale Olympiske Komité. Han er uddannet ingeniør. Kai Holm var formand i Danmarks Idræts-Forbund fra 1983-2007. Han har også i en årrække været formand for DSLF, og han var næstformand i DIF, før han blev formand. I hans formandstid blev Team Danmark oprettet, DIF blev sammenlagt med Den danske olympiske komité og der skete en stor stigning i tipsmidlerne. I 1995 blev han præsident for International Masters Games Association.
1996 blev han Ridder af 1. grad af Dannebrogordenen.